# Salon de l'école française
Le Salon de l'école française est une exposition d'art instituée en 1904, qui s'est tenue à Paris durant tout le XXe siècle, puis à Versailles depuis 2019.

## Historique
Il a été fondé par Paul de Plument de Bailhac (1er août 1864, 6 juillet 1951) avec le désir affiché de favoriser les artistes français, en réaction au nombre croissant d'artistes étrangers exposant dans les salons parisiens. L'article 2 du règlement le précise clairement : « Les adhérents doivent être Français ou naturalisés Français ».
L'événement est organisé par l'association « L'École française ». La société a été fondée en janvier 1903 et ses statuts déposés à la préfecture de police de Paris le 20 février 1903 sous le numéro 150416 avant d'être publiés au Journal officiel le 26 février. La première édition devait avoir lieu en 1903 mais elle ne s'est tenue finalement qu'en 1904, du 20 juin au 20 juillet, dans les Grandes Serres de l'Alma où venait d'avoir lieu le Salon des indépendants.
Dans les années 1950, le Salon s'est ouvert aux artistes étrangers et aux nouvelles tendances artistiques.
Après le Grand-Palais, les Beaux-Arts, le musée du Luxembourg, la Madeleine et autres lieux, l’association de l’Ecole Française tient son Salon dans la  salle du Carré à la Farine à Versailles, avec des artistes qui présentent des œuvres contemporaines, abstraites ou figuratives. Dans un secteur en pleine transformation, le Salon de l’École française se veut un lieu de promotion, d’échanges et d’informations pour ses membres.

## Types d'œuvres exposées
Initialement, 5 sections étaient prévues :
- peinture
- dessins, aquarelles, pastels, cartons, miniatures, enluminures, émaux, faïences et porcelaines
- gravure et lithographie
- sculpture, gravures sur pierre fine et gravures sur médailles
- les œuvres d'art décoratif

La section peinture a néanmoins toujours largement dominé par le nombre d'œuvres exposées.

## Le salon auXXIesiècle
Le salon se poursuit actuellement même si son orientation actuelle n'est plus celle que lui avait donné son fondateur. La 100e édition du salon a eu lieu en 2013.
Invités d'honneur:
- 2009 : Jean-Louis Guitard (peinture) et Paule Bathiard (sculpture)
- 2011 : Hélène Legrand (peinture) et Pascal Masi (sculpture)
- 2012 : Sophie Sirot (Peinture / gravure) et Marc Touret (sculpture)
- 2013 : Centième salon à Croissy-sur-Seine rassemblant des œuvres des invités d'honneur des trente dernières années et plusieurs œuvres depuis le début du salon.
- 2017 : Sarah Picon (peinture)
- 2020 : Jean-Louis Sauvat (sculpture)
- 2021 : Thierry Van Quickenborn (Peintures)
- 2022 : Daniel Convenant (Peintures) - Bernard Varvat (Sculptures)
- 2023 : Florence Ender (Sculptures) - Antoine Vincent (Peintures)